# George Wang (acteur)
Ne doit pas être confondu avec George Wang (producteur).
George Wang, de son vrai nom Wang Yie (王玨, 12 novembre 1918 - 27 mars 2015) est un acteur et producteur taïwanais apparaissant dans de nombreux films italiens des années 1960 et 1970, principalement dans des rôles de méchants.

## Biographie
Né à Dandong au Liaoning, Wang entre à l'école d'art dramatique de Shanghai en 1938 et fait ses débuts au cinéma l'année suivante dans La Défense de la patrie (保家鄉). En 1949, il fuit l'avancée des communistes en immigrant à Taïwan où il devient l'une des vedettes les plus importantes des débuts du cinéma local.
À la fin des années 1950, il s'installe en Italie où il connaît une carrière d'acteur très prolifique dans des films de genre, principalement des films d'espionnage, des films d'aventure et des westerns spaghetti, souvent dans des rôles de méchants,. Grâce à sa bonne connaissance de l'anglais, il apparaît également dans un certain nombre de productions anglophones, notamment dans Les 55 Jours de Pékin (1963) de Nicholas Ray. Après avoir interprété Machete, le méchant mexicain dans Lanky, l'homme à la carabine (1966), il affirme être le premier acteur asiatique à avoir tenu un rôle de non asiatique dans un pays non asiatique.
En 1976, Wang s'installe à Hong Kong où il fonde avec son fils Don la société de production cinématographique Wang Film Company,. En 1978, il retourne à Taïwan et revient au métier d'acteur, remportant en 1981 le Golden Horse Award du meilleur acteur dans un second rôle pour sa prestation dans Huang tian hou tu (en) (皇天后土),.

## Mort
Wang meurt le 27 mars 2015 d'une crise cardiaque à 96 ans, et est inhumé treize jours plus tard. Il reçoit une citation présidentielle à titre posthume en reconnaissance de sa contribution au cinéma taïwanais.

## Filmographie
- 1951 : E meng chu xing
- 1960 : Le Dernier Train de Shanghai de Renzo Merusi : Wang
- 1960 : Mi yue feng bo
- 1961 : Les Mongols de André De Toth et Leopoldo Savona : Subodaï
- 1963 : Les 55 Jours de Pékin de Nicholas Ray, Andrew Marton et Guy Green (non crédité)
- 1964 : Les Pirates de Malaisie d'Umberto Lenzi : Chopan
- 1965 : Suspense au Caire pour A 008 d'Umberto Lenzi : Tanaka
- 1965 : Berlin, opération Laser de Vittorio Sala : Ming
- 1965 : La Dixième Victime d'Elio Petri : agresseur chinois
- 1965 : James Tont operazione U.N.O. de Bruno Corbucci : Kayo
- 1966 : Rapt à Damas de Mario Camerini : camionneur
- 1966 : L'Espion qui venait du surgelé de Mario Bava : Fong (non crédité)
- 1966 : Lanky, l'homme à la carabine de Tonino Valerii : Machete
- 1966 : Le Monde tremble (it) de Marcello Ciorciolini : agent chinois
- 1966 : Mi vedrai tornare d'Ettore Maria Fizzarotti : prince Hiro Toyo
- 1966 : El Cisco de Sergio Bergonzelli : chef de bande
- 1967 : Un colt dans le poing du diable de Sergio Bergonzelli : El Condor
- 1967 : Der Sarg bleibt heute zu (en) de Ramón Comas : Dr Kung
- 1967 : Qui êtes-vous inspecteur Chandler ? de Michele Lupo : Chang
- 1969 : Trois pour un massacre de Giulio Petroni : M. Chu
- 1969 : 36 heures en enfer de Roberto Montero : Major Koshiro
- 1970 : Bonnes funérailles, amis, Sartana paiera de Giuliano Carnimeo :  Lee Tse Tung
- 1971 : Abattez Django le premier de Sergio Garrone : Lupe Martinez
- 1971 : Le Désert de feu de Renzo Merusi : El Marish
- 1971 : Scandale à Rome de Carlo Lizzani (non crédité)
- 1971 : Deux Frères appelés Trinita de Renzo Genta : le Chinois
- 1972 : La tecnica e il rito (téléfilm)
- 1972 : La Longue Chevauchée de la vengeance de Tanio Boccia : Cliff
- 1972 : À qui le tour ? de Gianfranco Parolini : Coyo, lanceur de balles
- 1972 : Un colt dans la main du diable de Gianfranco Baldanello : Warner
- 1973 : Les anges mangent aussi des fayots d'Enzo Barboni : Naka Kata, le professeur d'arts martiaux (non crédité)
- 1973 : Les espions meurent à l'aube de Robert Day : Wong
- 1973 : Le Justicier de Dieu de Franco Lattanzi : Ramon Orea
- 1973 : Super Fly T.N.T.
- 1973 : Hold-Up du siècle à Milan (Studio legale per una rapina) de Tanio Boccia : Lino
- 1973 : Li chiamavano i tre moschettieri... invece erano quattro de Silvio Amadio : père de Li Yang, maître en arts martiaux
- 1973 : Hercule contre Karaté d'Antonio Margheriti : Ming
- 1973 : Un homme appelé Karaté de Michele Massimo Tarantini : assassin chinois
- 1973 : Shanghaï Joe de Mario Caiano : maître Yang
- 1973 : Le Fils de Zorro de Gianfranco Baldanello : Pedro Garcia
- 1973 : Six Tueurs pour un massacre (Sei bounty killers per una strage) de Franco Lattanzi : Messinas
- 1974 : Milarépa de Liliana Cavani : oncle de Milarépa
- 1974 : Un poing, c'est tout (Questa volta ti faccio ricco!) de Gianfranco Parolini : Mr Wang
- 1975 : Il Sergente Rompiglioni diventa... caporale (it) de Mariano Laurenti : Chang
- 1977 : Nan quan bei tui zhan yan wang
- 1980 : Yuan
- 1981 : Xin hai shuang shi (en)
- 1981 : Huang tian hou tu (en)
- 1982 : Jing hun feng yu ye
- 1982 : Je reviendrai
- 1982 : Yan wang de xi yan
- 1983 : Zui chang de yi ye
- 1983 : Hei bai zhu
- 1985 : Da Niu Yue hua bu feng yun
- 1986 : Ri nei wa de huang hun
- 2010 : Jin zai zhi chi
- 2013 : The Grandmaster (dernier rôle)